# 킨게츠 마미
킨게츠 마미(金月 真美, 1965년 4월 2일 ~ ) 또는 킨게츠 마미는 일본의 여성 성우이다. 아오니 프로덕션 소속. 오츠마 여자 대학 문학부 영문 학과 졸업으로, 효고현 아카시시 출신이다. 본명은「킨게츠 마미 (金月眞美)」(읽는 법은 같다).

## 출연작품

### TV 애니메이션
1997년
- BURN-UP EXCESS - 마키

1998년
- 가사라키(미하루)
- 소년탐정 김전일 - 미우라 에미리
- 프린세스 나인 - 히무로 이즈미

1999년
- 신 팔검전 - 아야시
- 원피스 - 미스 메리 크리스마스, 스튜시, 샬롯 콩포트
- 고쿠도 군 만유기 - 여자 진(고쿠도 군 만유기)
- 천사가 될거야 - 시노부

2000년
- 사이파이 해리 - 메릴

2001년
- 스타오션 EX - 셀린느 쥬레스

2002년
- 명탐정 코난 - 노지마 에이코, 아키모토 야스요, 히무로 료코
- 하나다 소년사 - 멜론

2003년
- 출격! 머신로보 레스큐  - 엘리아스 엄마

2004년
- 링에 걸어라1 - 2004 - 2010년 카와이 타카코
- 몽키턴V - 쿠시다 치아키
- 망상대리인 - 담임선생님

2005년
- 건X소드 - 엘레나
- SoltyRei - 나탈리
- 피치걸 - 아키조
- 페토페토 씨 - 후지무라 마루코

2006년
- 신!(해피☆럭키) 빅쿠리맨 - 비너스 백설
- 요괴인간 뱀 - 서큐버스

2007년
- 명탐정 코난 - 아키모토 야스요, 히무로 료코
- 전뇌 코일 - 야사코의 엄마

2008년
- 카이바 - 라마
- 마법사에게 소중한 것 -

2010년
- 도라에몽 (TV아사히판 제2기) - 여자1

2011년
- 이국미로의 크로와제 The Animation - 부인
- 신들의 장난 - 쿠사나기 엄마

2014년
- 신들의 장난 - 유이의 엄마
- 미소녀 전사 세일러문 크리스탈 - 여교사(로 분장한 요마)

2015년
- VENUS PROJECT -CLIMAX- - 선생

2018년
- 헌원검: 푸른 반짝임 - 햐쿠리 테이

### OVA
1998년
- 꿈에서 만난다면 (시오자키 나기사)

1999년
- 두근두근 메모리얼(후지사키 시오리)

2000년
- 엑스 드라이버(카자마 레이)

2004년
- RE큐티하니(코발트 쿠로)

### 극장판
2008년
- 명탐정 코난: 전율의 악보 (야마네 시온)

### 게임
1994년
```
* 
도키메키 메모리얼
 - 
후지사키 시오리
```

1996년
- 두근두근 메모리얼 프라이빗 컬렉션 - 후지사키 시오리
- 두근두근 메모리얼 대전 퍼즐 다마 - 후지사키 시오리
- 택틱스 오우거 - 데네브 로브, 셰리 포리나, 옥시온느

1997년
- 마리의 아틀리에 - 플레어 셴크, 아우라 큘
- 천외마경 제4의 묵시록 - 알리사
- 두근두근 메모리얼 대전 돗카에 다마 - 후지사키 시오리

1998년
- RB아랑전설2 THE NEWCOMERSD - 리 샹페이
- 에리의 아틀리에 - 프레아
- 김전일 소년의 사건부 : 성견도 슬픔의 복수귀 - 타치바나 마이
- 두근두근 방과후 ~저기☆퀴즈하자▽~ - 후지사키 시오리

1999년
- 아랑전설 WILD AMBITION - 리 샹페이
- The King of Fighters 99 - 리 샹페이

2000년
- The King of Fighters 2000 - 리 샹페이
- 닌자 어설트 - 코토 공주, 용태후

2001년
- The King of Fighters 2001 - 리 샹페이
- 토막~지구를 지켜라 - 에비앙

2003년
```
* 인터루드 - 마루후지 이즈미)
```

2005년
- 신기환상 스펙트럴 소울즈2 - 류네르바

2006년
- 소녀적 연애혁명 러브레보 - 토조 유리카

2007년
- 무쌍 OROCHI - 달기

2008년
- 테일즈 오브 심포니아 라타토스크의 기사 - 앨리스

2009년
- 블레이징 소울즈 엑셀레이트 - 류네르바

2011년
- 오토메디우스 엑설런트 - 5 스테이지 보스 ~~흑화~~ 후지사키 시오리

2018년
- 봄버걸 - 후지사키 시오리